# .er
.er là tên miền Internet cấp cao nhất dành cho quốc gia (ccTLD) của Eritrea.